# Скерневицьке воєводство
Скерневицьке воєводство (пол. województwo skierniewickie) — адміністративно-територіальна одиниця Польщі найвищого рівня, яка існувала в 1975—1998 роках.
Являло собою одну з 49 основних одиниць адміністративного поділу Польщі, які були скасовані в результаті адміністративної реформи Польщі 1998 року.
Займало площу 3960 км². Адміністративним центром воєводства було місто Скерневиці. Після адміністративної реформи воєводство припинило своє існування і його територія відійшла до Мазовецького та Лодзинського воєводств.

## Губернатори
Від червня 1975 до 31 грудня 1998 років воєводство очолювали 5 воєвод:
- Станіслав Баранський (1975—1980)
- Казімеж Борчик (1980—1990)
- Станіслав Чуба (1990—1994)
- Анджей Чажевський (1994—1997)
- Єжи Олейнічак (1997—1998)

### Віцевоєводи
- Мар'ян Гала
- Пйотр Мишковський
- Зигмунт Міхаляк
- Францішек Опіловський

## Районні адміністрації
- Районна адміністрація у Ловичі для гмін: Беляви, Хонсно, Доманевиці, Коцежев-Полудньови, Лович, Лишковиці, Неборув, Здуни та міста Лович
- Районна адміністрація у Раві-Мазовецькій для гмін: Біла-Равська, Цельондз, Глухув, Ковеси, Рава-Мазовецька, Регнув, Садковиці та міста Рава-Мазовецька
- Районна адміністрація у Скерневицях для гмін: Болімув, Бжезіни, Дмосін, Ґодзянув, Єжув, Ліпце-Реймонтовське, Макув, Новий Кавенчин, Пуща-Марянська, Рогув, Скерневиці, Слупія та міст Бжезіни і Скерневиці
- Районна адміністрація у Сохачеві для гмін: Млодзешин, Нова-Суха, Рибно, Сохачев, Тересін та міста Сохачев
- Районна адміністрація у Жирардові для гмін: Баранув, Якторув, Мщонув, Радзейовиці, Віскіткі, Жаб'я Воля та міста Жирардув.

## Найбільші міста
- Скерневиці – 48 696
- Жирардув – 41 443
- Сохачев – 37 585
- Лович – 31 750
- Рава-Мазовецька – 18 422
- Бжезіни – 12 924
- Мщонув – 6293
- Біла-Равська – 3231

## Населення
| Рік         | 1975    | 1980    | 1985    | 1990    | 1995    | 1998    |
| Чисельність | 388 700 | 409 500 | 409 500 | 419 300 | 424 000 | 423 700 |